# Nir Akiva
Nir Akiva (hebrejsky נִיר עֲקִיבָא, doslova „Akivova louka“, v oficiálním přepisu do angličtiny Nir Aqiva) je vesnice typu mošav v Izraeli, v Jižním distriktu, v Oblastní radě Merchavim.

## Geografie
Leží v nadmořské výšce 155 metrů na severozápadním okraji pouště Negev; v oblasti která byla od 2. poloviny 20. století intenzivně zúrodňována a zavlažována a ztratila částečně charakter pouštní krajiny. Jde o zemědělsky obdělávaný pás navazující na pobřežní nížinu. Východně od vesnice začíná vádí Nachal Hoga. Nachází se tam také vrch Tel Mifsach. Západně od mošavu se terén svažuje k vádí Nachal Šlachim.
Obec se nachází 20 kilometrů od břehu Středozemního moře, cca 68 kilometrů jihojihozápadně od centra Tel Avivu, cca 65 kilometrů jihozápadně od historického jádra Jeruzalému a 27 kilometrů severozápadně od města Beerševa. Nir Akiva obývají Židé, přičemž osídlení v tomto regionu je etnicky převážně židovské.
Nir Akiva je na dopravní síť napojen pomocí lokální silnice 2932.

## Dějiny
Nir Akiva byl založen v roce 1953. Zakladateli byli Židé z Rumunska, později je doplnili židovští imigranti z Maroka. Mošav je pojmenován podle funkcionáře Židovské agentury Akivy Ettingera.
Místní ekonomika je založena na zemědělství (pěstování polních plodin, květin, sadovnictví). Existuje zde 80 rodinných farem. Většina obyvatel ale za prací dojíždí mimo mošav. Rozvíjí se turistický ruch. V obci je k dispozici obchod se smíšeným zbožím, synagoga, mikve, sportovní areály, mateřská škola a společenské centrum. Správní území vesnice měří 6 400 dunamů (6,4 kilometrů čtverečních). Vesnice prošla stavební expanzí. Soukromým uchazečům se zde nabízelo 105 stavebních parcel, z nichž cca 70 už bylo zastavěno rodinným domem. V 70. letech 20. století ve vesnici žil pozdější významný izraelský politik Amir Perec.
Do roku 1948 se poblíž nynějšího mošavu rozkládala arabská vesnice Kawfacha. Arabské osídlení v ní skončilo během války za nezávislost.

## Demografie
Obyvatelstvo mošavu je smíšené, tedy sestávající ze sekulárních i nábožensky orientovaných lidí. Podle údajů z roku 2014 tvořili naprostou většinu obyvatel v Nir Akiva Židé (včetně statistické kategorie "ostatní", která zahrnuje nearabské obyvatele židovského původu ale bez formální příslušnosti k židovskému náboženství).
Jde o menší obec vesnického typu s dlouhodobě prudce rostoucí populací. K 31. prosinci 2014 zde žilo 677 lidí. Během roku 2014 populace stoupla o 2,0 %.
| Rok            | 1961 | 1972 | 1983 | 1995 | 2001 | 2003 | 2004 | 2005 | 2006 | 2007 | 2008 | 2009 | 2010 | 2011 | 2012 | 2013 | 2014 |
| -------------- | ---- | ---- | ---- | ---- | ---- | ---- | ---- | ---- | ---- | ---- | ---- | ---- | ---- | ---- | ---- | ---- | ---- |
| Počet obyvatel | 194  | 106  | 213  | 201  | 225  | 239  | 225  | 244  | 273  | 294  | 304  | 312  | 349  | 488  | 588  | 664  | 677  |